# Sergio Castelletti
Sergio Castelletti (* 30. Dezember 1937 in Casale Monferrato; † 28. November 2004 in Florenz) war ein italienischer Fußballspieler und -trainer. Er spielte auf der Position eines Verteidigers.

## Karriere
Sergio Castelletti wechselte in der Saison 1958/59 von Vigevano Calcio zum AC Florenz, hier gehörte er auf Anhieb zur Stammformation. In Florenz konnte er in der Folge große Erfolge feiern. In der Saison 1960/61 gewann Castelletti unter Nándor Hidegkuti mit der Viola sowohl die Coppa Italia, als auch den Europapokal der Pokalsieger. Auch die folgende Spielzeit war sehr erfolgreich, Florenz belegte in der Serie A den ausgezeichneten 3. Platz und erreichte im Europapokal der Pokalsieger erneut das Finale, wo man jedoch an Atlético Madrid scheiterte. In seiner achten und zugleich letzten Saison in Florenz konnte Casteletti seinen dritten Titel im Trikot der Viola feiern. Wie bereits 1960/61 konnte auch 1965/66 die Coppa Italia gewonnen werden. Nach über 200 Spielen für die Fiorentina wechselte Castelletti zum Ligakonkurrenten Lazio Rom. Sein Beginn in Rom verlief alles andere als erfolgreich, da Lazio am Ende der Spielzeit in die Serie B abstieg.

## Erfolge
- Europapokal der Pokalsieger: 1× mit dem AC Florenz (1960/61)
- Coppa Italia: 2× mit dem AC Florenz (1960/61 und 1965/66)